# Embalse Lliu-Lliu
El embalse Lliu-Lliu es una obra hidráulica de almacenamiento de aguas con fines de uso agrícola ubicada en la Comuna de Limache en la Región de Valparaíso.